# Ghiacciaio Slone
Il ghiacciaio Slone è un ghiacciaio situato sulla costa di Borchgrevink, nella regione nord-occidentale della Dipendenza di Ross, in Antartide. In particolare, il ghiacciaio, il cui punto più alto si trova a circa 2000 m s.l.m., ha origine dal fianco sud-occidentale del monte Robinson, nei monti dell'Ammiragliato, e da qui scorre verso sud-est lungo il versante settentrionale  della cresta Slagle per unire il proprio flusso a quello del ghiacciaio Moubray a sud del monte Ruegg.

## Storia
Il ghiacciaio Slone è stato mappato per la prima volta dallo United States Geological Survey grazie a fotografie scattate dalla marina militare statunitense (USN) durante ricognizioni aeree e terrestri effettuate nel periodo 1960-62, e così battezzato dal Comitato consultivo dei nomi antartici in onore dell'aviatore Kelly Slone, morto nello schianto del suo Douglas C-124 Globemaster II avvenuto nelle vicinanze del ghiacciaio nel 1958.